# عنيد مثل بغل (فلم)
عنيد مثل بغل : Stubborn as a Mule) هُو فيلم وثائقي ألماني صدر سنة 2010، وهُو من إخراج الثنائي أرسيليوس دانيالز وميلر بارجيرون الابن. يُناقش الفيلم قضية تعويضات العبودية للأمريكيين الأفارقة.

## الجوائز
- جائزة أفضل فيلم وثائقي بالنسبة للشتات في دورة سنة 2011 من حفل توزيع جوائز أكاديمية الفيلم الأفريقي في نيجيريا.
- جائزة أفضل فيلم دولي في دورة سنة 2010 من حفل توزيع جوائز الشاشة والفيديوهات الموسيقية في برمنغهام في المملكة المتحدة.
- جائزة أفضل فيلم عن الأمور المتعلقة بتجارب السود/المُهمشين في دورة سنة 2011 من مهرجان السود السينمائي الدولي في برلين عاصمة ألمانيا.
- جائزة الاستحقاق في دورة سنة 2010 من مُسابقة (بالإنجليزية: Accolade Competition) ، لا جولا في ولاية كاليفورنيا.
- جائزة اختيار المُخرج في دورة سنة 2010 من مهرجان بورتلاند لسينما الأمريكيين الأفارقة في مدينة بورتلاند في ولاية أوريغون.

## روابط خارجية
مقالات تستعمل روابط فنية بلا صلة مع ويكي بيانات